# Georai
Georai là một thành phố và là nơi đặt hội đồng đô thị (municipal council) của quận Bid thuộc bang Maharashtra, Ấn Độ.

## Nhân khẩu
Theo điều tra dân số năm 2001 của Ấn Độ, Georai có dân số 28.492 người. Phái nam chiếm 52% tổng số dân và phái nữ chiếm 48%. Georai có tỷ lệ 67% biết đọc biết viết, cao hơn tỷ lệ trung bình toàn quốc là 59,5%: tỷ lệ cho phái nam là 76%, và tỷ lệ cho phái nữ là 58%. Tại Georai, 14% dân số nhỏ hơn 6 tuổi.